# Chadititan
Chadititan és un gènere extint de dinosaures sauròpodes titanosaures que van viure al Cretaci superior en el que actualment és Argentina, concretament, a la formació d'Anacleto. Es va descobrir i classificar com a nou gènere l'any 2025. Forma part d'un grup de titanosaures anomenats rinconsaures, caracteritzats per mides relativament petites (Chadititan, per exemple, s'estima que mesurava 7 metres, comparat amb el colossal Patagotitan, de 37 metres). Només consta d'una espècie, Chadititan calvoi. El nom del gènere prové de la paraula mapudungun chad, que vol dir "sal" i fa referència a que les restes fòssils es van trobar prop d'una salina, i la paraula grega titan ("tità") per fer referència a la seva mida, que, en realitat, és força petita per un titanosaure. El nom de l'espècie, calvoi, fa referència al cognom a Jorge Orlando Calvo, un paleontòleg que va encunyar el terme Rinconsauria, el grup al qual pertany Chadititan.